# Weyland-Yutani Corporation
Weyland-Yutani Corporation (с англ. — «Корпорация «Ве́йланд-Юта́ни»») — вымышленная транснациональная корпорация из серии фантастических фильмов про Чужого и серии «Чужой против Хищника». Производитель медицинского оборудования, военной техники, космических кораблей. Активно участвует в колонизации новых планет за пределами Солнечной системы. Девиз корпорации — «Строя лучшие миры» (англ. Building Better Worlds). 
Weyland-Yutani Corporation входит в список вымышленных корпораций зла в кино, составленного журналом Empire, а также в рейтинг 27 вымышленных компаний из комиксов журнала Fortune.
По мнению некоторых исследователей, Weyland-Yutani Corporation символизирует переход «свободной» Америки к закрепощающей модели японского капитализма.

## История компании
Поскольку история корпорации в кино создавалась разными коллективами авторов, в хронологии имеются нестыковки. В частности, в фильме Пола У. С. Андерсона «Чужой против Хищника», снятом в 2004 году, фигурирует миллиардер Чарльз Бишоп Вейланд, возглавляющий британскую компанию «Weyland Industries» уже в 2004 году. По версии режиссёра Ридли Скотта, изложенной в фильме «Прометей», учёный Питер Вейланд основал 11 октября 2012 года компанию Weyland Corporation. Фильм Андерсона не показывает, когда именно произошло слияние «Weyland» с другой компанией «Yutani», но в фильме Скотта это произошло где-то после 2073 года.
В интервью CraveOnline.com Деймон Линделоф, один из авторов сценария «Прометея», подтвердил, что Ридли Скотт не собирался устранять эту неувязку, потому что не считал «Чужой против Хищника» каноничным в отношении цикла «Чужого».
В разделе «История» излагаются факты, имеющие отношение к «Weyland Corporation», изложены в двух версиях.

### Оригинальная верcия
- 1 октября 1990 года — в Мумбаи, в семье профессора Оксфордского университета по сравнительной мифологии и инженера-самоучки рождается Питер Вейланд[1].
- 11 октября 2012 года — Питер Вейланд основывает Weyland Corporation.[1]
- 27 марта 2015 года — Weyland Corporation запускает в космос серию спутников, которые перенаправляют солнечный свет на Землю, тем самым давая неистощимый запас энергии.[1]
- 2 февраля 2016 года — Питер Вейланд, используя атмосферные генераторы своего собственного изобретения установленные на полюсах Земли, останавливает глобальное потепление.[1]
- 19 декабря 2017 года — компания приобретает права на проект НАСА «Прометей». С его помощью, вскоре была открыта простая жизнь на Европе, спутнике Юпитера.[1]
- 1 июня 2022 года — учёные компании устанавливают генетические причины злокачественных образований клеток и разрабатывают эффективное лечение против большинства форм рака[1]
- 27 февраля 2023 года — Питер Вейланд выступает на конференции TED с речью о технологиях и будущем[7][8] (запись была выложена на YouTube 16 марта 2012 года. Вирусный ролик с участием актёра Гая Пирса снял Люк Скотт, сын режиссёра Ридли Скотта[9]).
- 5 августа 2023 года — получен патент на изобретение андроидов для научных и промышленных целей.[1]
- 10 мая 2024 года — военное подразделение корпорации сделало крупнейшее открытие в огнестрельном оружии с XIX века, увеличив скорость снарядов в три раза и точности — в два.[1]
- 6 сентября 2024 года — Корпорация выпускает голографический симулятор, способный воссоздать в точности любое место.[1]
- 7 января 2025 года — Weyland Corporation выпускает передового андроида Дэвида.[1]
- 30 сентября 2026 года — Вейланд приобретает Genentech, биотехнологический холдинг.[1]
- 18 ноября 2026 года — приобретает телескоп НАСА Кеплер, повышает финансирование проекта в 10 раз и в течение года обнаруживает ещё 6546 планет, на которых может быть жизнь.[1]
- 31 марта 2028 года — Weyland Corporation становится первой компанией в истории, которая достигает рыночной капитализации в 100 млрд долларов за пять лет.[1]
- 20 мая 2028 года — в лаборатории в Сан-Франциско была обнаружена способность организмов к гиперсну — полному прекращению жизненных процессов, с последующем возобновлением.[1]
- 18 сентября 2029 — Европейская организация по ядерным исследованиям (ЦЕРН) отказывается от государственного финансирования и Вейланд приобретает организацию, включая большой адронный коллайдер.
- 12 декабря 2029 года — Weyland Corporation выигрывает многолетний патентный спор с японским стартапом Yutani Corporation, подтвердив право интеллектуальной собственности на андроида Дэвида[1].
- 10 августа 2031 года — Weyland Corporation начинает колонизацию Луны.[1]
- 3 апреля 2032 года — Вейланд приобретает Northrop Grumman, Boeing, BAE Systems и Lockheed Martin.
- 20 мая 2032 года — учёные компании открывают обратную зависимость между скоростью и временем, получая концепцию сверхсветового движения.[1]
- 1 января 2073 года — Weyland Corporation определяет координаты планеты LV-223 и запускает проект «Прометей»[1].
- 2093 год-2094 год — экспедиция компании высаживается на планету LV-223 (сюжет фильма «Прометей»).[1]
- 2099 год — корпорация была поглощена давним конкурентом — Yutani Corporation, в результате чего появился конгломерат Weyland-Yutani Corporation[10]. Хотя никто из семьи Вейландов теперь не управляет компанией, фамилия Вейланд в названии оставлена по маркетинговым причинам.
- 2104 год — колониальный корабль «Завет» обнаруживает одну из планет Космических жокеев (сюжет фильма «Чужой: Завет»).
- 2122 год — Головной офис Weyland-Yutani Corporation находится на лунной базе в Море Спокойствия. На Земле офисы находится в Лондоне, Токио и Сан-Франциско[11] (сюжет фильма «Чужой»). Weyland-Yutani Corporation запеленговала сигнал бедствия с планеты LV-426 и отправила космический корабль «Ностромо» для изучения места катастрофы (сюжет фильма «Чужой»).
- 2127 год — родился Майкл Говард Бишоп, который в будущем создаёт своего андроида-двойника — Ланса Бишопа модели «341-B»[12].
- 2179 год — события фильмов «Чужие» и «Чужой 3».
- 2340 год — по словам доктора Мейсона Рэна, Weyland-Yutani Corporation была выкуплена «Wal-Mart Stores» где-то в этот период. (сюжет фильма «Чужой: Воскрешение»)[13]

### Версия дилогии «Чужой против Хищника»
- 1973 год — Чарльз Бишоп Вейланд основывает компанию «Weyland Industries»[14].
- 3-10 октября 2004 года — события фильмов «Чужой против Хищника» (в финале которого погибает Вейланд) и «Чужие против Хищника: Реквием»[15]

## Руководство компании

### Оригинальная верcия

#### Питер Вейланд
Основал компанию Weyland Corporation 11 октября 2012 года.
- 17 июня 2016 года — становится одним из самых молодых людей в истории получивших рыцарское звание.
- 10 декабря 2017 — удостоен Нобелевской премии за его выдающуюся работу в области полярной атмосферы, прекратившей глобальное потепление.
- 4 февраля 2023 — награждён Нобелевской премией в области медицины за открытие лечения рака.

#### Хидео Ютани
Был генеральным директором и президентом Yutani Corporation, а затем корпорации Weyland-Yutani Corporation после того, как Yutani поглотил Weyland Corporation. В 2104 году Ютани и его дочь Дженни были замешаны в заговоре с целью уничтожения корабля-колонии USCSS «Завет».

### Версия дилогии «Чужой против Хищника»

#### Чарльз Бишоп Вейланд
Основатель американской компании Weyland Industries. Появляется в фильме «Чужой против Хищника». В кино его роль исполняет актёр Лэнс Хенриксен, игравший андроида Бишопа в «Чужих».
В новелизации фильма Марка Черазини (Marc Cerasini) приводятся следующие факты из жизни Чарльза Вейланда:
- мать Чарльза умерла, когда ему не исполнилось двух лет,
- ребёнка воспитывали многочисленные няньки и суровый отец, который был агностиком,
- получил степень MBA Гарвардской школы бизнеса в возрасте 21 года,
- унаследовал от отца небольшую компанию спутникового картографирования,
- в возрасте 23 лет расширил бизнес, приобретя кабельную сеть на Среднем Западе и телекоммуникационную сеть в Неваде,
- слоганом компании было «Строя лучшее будущее» (Building a Better Future),
- к 33 годам владел компанией стоимостью свыше трёхсот миллиардов долларов, крупнейшим конгломератом спутниковых систем в мире,
- миллиардер вёл образ жизни плейбоя, закатывая шикарные вечеринки и посещая благотворительные мероприятия,
- Вейланду принадлежали дорогие отели в Сан-Франциско («Weyland West»), Париже, Лондоне, казино в Лас-Вегасе,
- непубличная деятельность Вейланда заключалась в покупке технологических компаний: нанотехнологической фирмы в Силиконовой Долине, роботехнического завода в Питтсбурге, фармацевтической компании в Сиэтле, научно-исследовательской фирмой в Киото, которая занималась генетикой,
- к 40 годам Вейланд стал «главным спонсором самых передовых научных исследований на земном шаре»,
- у миллиардера был диагностирован рак бронхов,
- экспедицию в Антарктику Вейланд считал своим последними шансом «по-настоящему отличиться перед человечеством»[16]

Чарльз Вэйланд погиб 10 октября 2004 года в Антарктиде во время охоты, устроенной там хищниками.

#### Мисс Ютани
Возглавляет японскую компанию «Yutani Industries». Появляется в фильмах «Чужие против Хищника: Реквием» (2007) и «Хищник» (2018). Роль мисс Ютани исполняет Франсуаза Ип. Согласно заключительным кадрам фильма «Чужие против Хищника: Реквием», в конце октября 2004 года в распоряжение компании попал экземпляр оружия, принадлежащего хищникам, что позволило разрабатывать сверхновые технологии

## Философия бизнеса

### Корпоративная жадность и аморальность
Weyland-Yutani Corporation готова жертвовать своими сотрудниками (и людьми в целом) ради получения ценных биологических технологий. Так, во втором фильме серии («Чужие», 1986) «Компания» предпочитает проигнорировать ту опасность, которую представляют «идеальные космические убийцы» — и отправляет колонистов на планету, разработка которой сулит значительные прибыли. При этом Рипли отстраняют и лишают лицензии лётного офицера (#1472), так как её история о Чужих представляет угрозу корпоративной стратегии и амбициозным целям компании по освоению внеземных территорий. И только когда контакт с колонистами утерян — Рипли приглашают в качестве консультанта для команды хорошо вооружённых Колониальных морпехов, которых компания отправляет «решать» проблемы. В четвёртом фильме корпорация захватывает людей специально для выращивания в них личинок Чужих.
Авторы книги «Body and Organization» пишут:

Компания (которая «строит лучшие миры») хочет привезти Чужого на Землю, поскольку, как говорит Картер Бёрк, представитель компании во втором фильме «Чужие» это «принесёт миллионы подразделению биологического оружия». Компания пожертвует всеми и применит любые средства для достижения своей цели. В фильме «Чужие» есть сцена заседания корпорации, в которой Pипли получает выговор за то, что не оценила «денежную стоимость» заражённого пришельцами корабля и позволила ему разбиться. Это же высказывание повторяется позже в фильме как объяснение того, почему поселение на планете LV-426, населённое Чужими, не было взорвано. Попытка Бёрка искусственно осеменить Рипли и маленькую девочку пришельцем заставляет Рипли гневно осудить его корпоративную мораль: «Знаешь, Бёрк, я не знаю, какие существа хуже. Они ведь не убивают друг друга из-за долбанного процента» (You don’t see them fucking each other over for a goddam percentage). Хладнокровные, сумасшедшие люди, работающие на Weyland-Yutani предстают в этих фильмах как настоящие монстры. Не случайно корабль в первом фильме называется «Ностромо» — это отсылка к роману Джозефа Конрада, в котором «nostro homo», нашего человека, предают ради интересов корпорации. Чужой просто следует своей природе, убивая людей, в то время как «наши люди» санкционируют убийства, следуя инструкциям Weyland-Yutani.
Авторы книги Serenity Found: More Unauthorized Essays on Joss Whedon’s Firefly Universe отмечают, что в фильме «Чужой: Воскрешение» даже сама Рипли имеет двойственный статус одновременно человека и собственности компании (принадлежащего ей клона), её называют «побочным продуктом» (meat-by-product).
Сигурни Уивер в интервью Los Angeles Times сказала, что считает основную политическую идею фильма по-прежнему актуальной. «Многие корпорации всё ещё характеризуются таким же уровнем жадности (как Weyland-Yutani). Это идея, которая, к сожалению, очень живуча в нашем мире», — пояснила актриса.

### Сотрудничество с силовыми структурами
Как отмечают авторы книги «The Films of James Cameron: Critical Essays», Weyland-Yutani Corporation показывается в фильме «больше чем просто бизнес… Ей принадлежат ресурсы, влияние и власть, достаточная для того, чтобы „подключить“ американскую морскую пехоту к решению проблемы потери связи с колонией».
Такой подход к ведению бизнеса можно наблюдать в современных политико-корпоративных взаимоотношениях, когда зачастую вооружённые подразделения отправляются на защиту бизнес-интересов представителей своей страны.
На политический аспект взаимодействия корпорации с силовыми структурами обращает внимание и Мики Ньюманн (Mikey Neumann), автор сценария игры Aliens: Colonial Marines. «Если у нас война между Колониальными морпехами и ксеноморфами, то как здесь вовлечена Weyland-Yutani? Как они на этом зарабатывают?» — размышляет он в интервью Kill Screen. Примечательно, что в игре вооружённые наёмники Weyland-Yutani сражаются против морпехов.

## Конкуренты
В компьютерной игре Alien: Isolation показано, что у Weyland-Yutani Corporation был конкурент — корпорация «Seegson», по словам ведущего художника игры Джуда Бонда «не такая могущественная, как „Вейланд-Ютани“, но занимается примерно теми же делами и тоже пытается откусить кусок от пирога». Компании принадлежит торговая космическая станция «Севастополь» на орбите газового гиганта KG348 в системе Дзета сетки, на которой происходит действие игры. «Сигсон» также производит андроидов, но не таких совершенных, как у Weyland-Yutani Corporation. К 2137 году «Сигсон» была на грани банкротства, потому что её освоение космоса развилось не столь удачно, как у Weyland-Yutani Corporation, из-за чего «Севастополь» было решено закрыть. Когда на «Севастополь» попал Чужой, то Weyland-Yutani Corporation выкупила у «Сигсон» станцию. В дальнейшем станция и большинство Чужих на ней сгорели в атмосфере KG348.

## Продукция

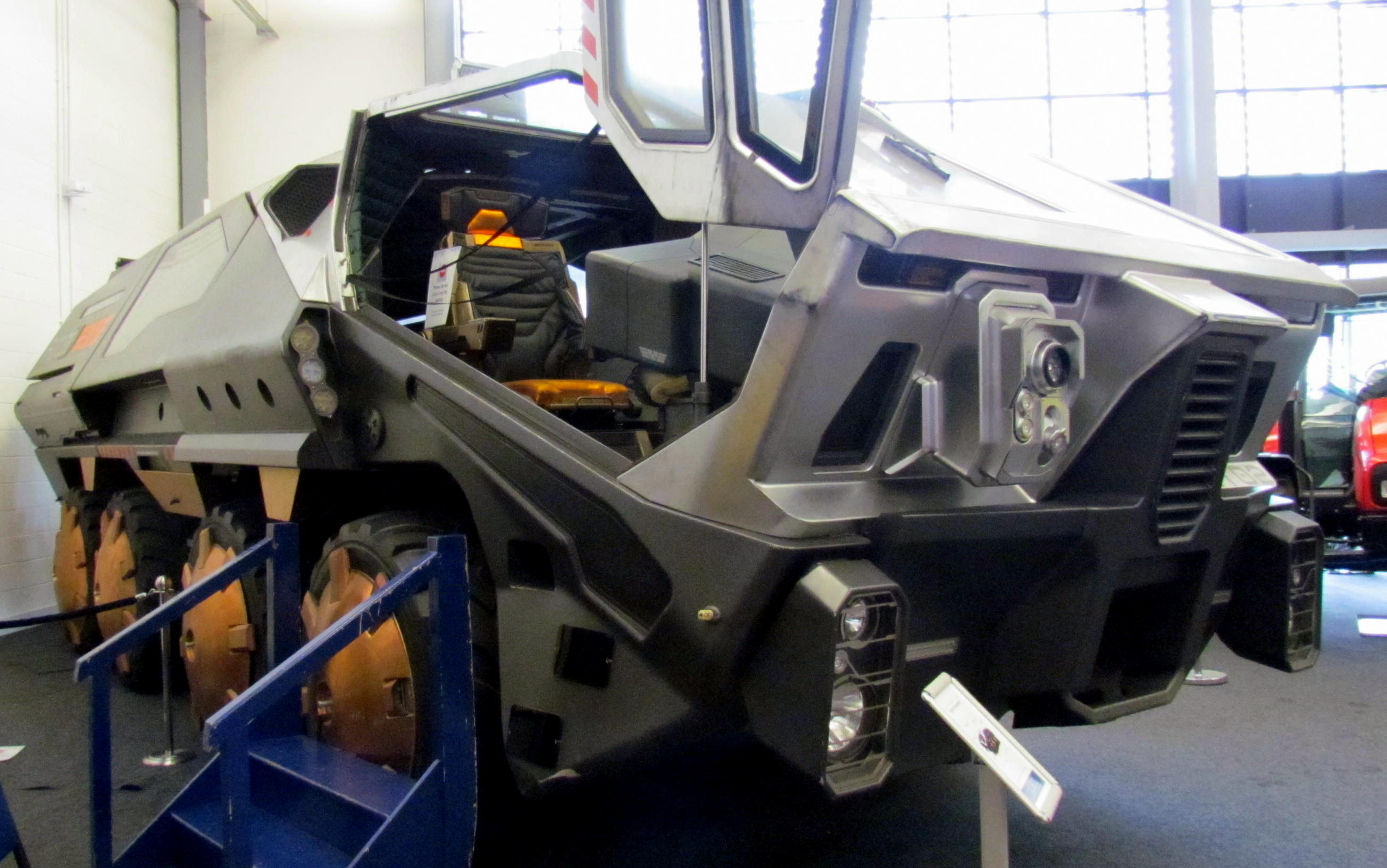
Грузовик RT01 из фильма «Прометей»

Компания производит широкий спектр техники, необходимой для колонизации новых планет: от космических кораблей, до погрузчиков, тяжёлых грузовиков и скафандров. Компания также производит андроидов.

### Андроиды
В фильмах Вселенной фигурируют следующие андроиды: Эш («Чужой» и "Чужой: Ромул"), Бишоп («Чужие» и «Чужой 3»), Колл («Чужой: Воскрешение»), Дэвид («Прометей», «Чужой: Завет»). Интересно, что имена всех андроидов идут по алфавиту: Ash, Bishop, Call, David. В фильме «Чужой» андроид Эш действовал против людей и был запрограммирован на спасение ксеноморфа.
10 марта 2017 года появился рекламный ролик фильма «Чужой: Завет» и производителя микропроцессоров AMD, снятый Люком Скоттом (сыном Ридли Скотта), в котором показывается процесс создания андроида Уолтера компании Weyland-Yutani Corporation. Уолтер представляет собой усовершенствованную версию андроида Дэвида 8 из фильма «Прометей».

## Этимология названия
Слово «Ютани» имеет японские корни — в фильме «Чужой 3» можно ясно видеть японские надписи, которыми расписаны стены тюрьмы и оборудование. В момент, когда Рипли распечатывает капсулу с чёрным ящиком, в течение секунды видно название компании, написанное по-японски «— ウェイランド湯谷» (У:эирандо Ютани): первая часть (ウェイランド) представляет собой записанное катаканой название «Weyland», а вторая часть (湯谷), читаемая как «ютани», означает в переводе «долина горячих источников». Название корпорации также видно в японской газете, висящей на стене, в заголовке которой видна надпись «kabushiki gaisha» что означает «акционерное общество».
Рон Кобб, дизайнер космического корабля «Ностромо» и формы экипажа в фильме «Чужой», в комментариях к художественному альбому «The Authorized Portfolio of Crew Insignias from The United States Commercial Spaceship Nostromo Designs and Realizations» рассказал про название компании такую историю:

Когда я обдумывал название для могущественной корпорации, в голову мне пришли имена британской «Leyland» и японской «Toyota», но, конечно, нельзя было использовать в фильме сочетание «Leyland-Toyota». Поэтому я поменял в первом слове одну букву, так что оно превратилось в «Weylan», а «Yutani» — это фамилия моего соседа.

Изначальное написание Компании было «Weylan-Yutani» (буква D в названии отсутствует). Ни в фильме «Чужой», ни в портфолио фильма название не писалось с буквой D. В черновом варианте сценария фильма «Чужие» буква D тоже отсутствовала и лишь в финальном варианте название сменилось на «Weyland-Yutani».
Возможно, также, что название связано с богом Велундом (Воландом, Вёлундом, Вёлюндом), который считался воплощением Сатаны.

## Логотип компании

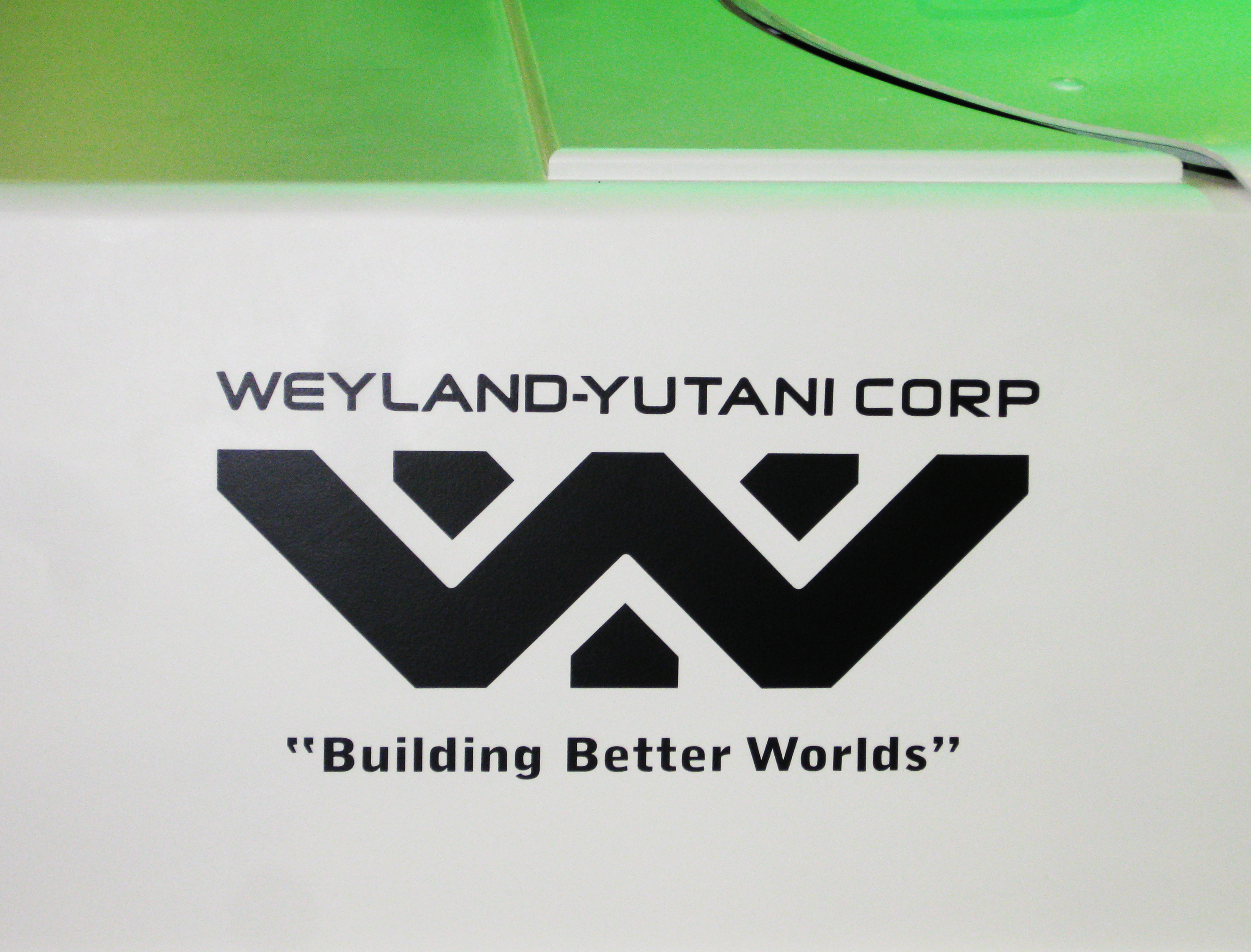
Черно-белый логотип «Weyland-Yutani» на криокамере (с выставки 2010 года)

- 1979 год — В фильме «Чужой» логотип компании Weyland Yutani, разработанный Роном Коббом[англ.], выглядит как древнеегипетский крылатый диск голубого цвета[30][31].
- 1986 год — В фильме «Чужие» появляется логотип компании «Weyland-Yutani», состоящий из двух букв, жёлтой (W) и белой (Y) на чёрном фоне. Один из вариантов логотипа — с половинками глобуса сверху и снизу[32]. На логотипе также появляется слоган «Building Better Worlds».
- 1992 год — В фильме «Чужой 3» на нашивках фигурирует упрощённая версия логотипа компании, без слогана, в виде буквы W с тремя треугольниками на синем или красном фоне[33].
- 2004 год — В фильме «Чужой против Хищника» логотип компании Weyland Industries представляет собой жёлтую букву W на фоне круга, разделённого на 4 чёрно-белых сектора[15].
- 2012 год — Логотип компании Weyland Industries в фильме «Прометей» представляет собой некий гибрид логотипов из «Чужого» (крылья) и «Чужих» (буква W)[34]. Некоторые фанаты фильмов Ридли Скотта отмечают, что похожая графическая схема с треугольниками встречается в фильме режиссёра «Бегущий по лезвию»[35].
- 2017 — В фильме «Чужой: Завет» эмблема объединённой компании выглядит как земной шар, который словно обнимают два сидящих напротив друга существа с крыльями (кадр опубликован в официальном Twitter-аккаунте фильма 26 апреля 2016 года[36]).

## Упоминания

### В книгах
1 марта 1995 года в США в издательстве «Бокстри-Лимитед» вышла книга «Чужие: технические инструкции колониальных морпехов» Ли Бримикомб-Вуда, рассказывающая о космических кораблях и вооружении колониальных морпехов. Книга идёт вразрез с фильмом «Чужой: Воскрешение». В мае 2012 году издательство «Titan Books» выпустило новое немного отредактированное издание книги. Выпуск, очевидно, был подогнан под релиз игры Aliens: Colonial Marines, сюжет которой местами основан на этой книге.
30 октября 2014 года во Франции в издательстве «Insight Editions» ограниченным тиражом вышла книга «Alien: The Weyland-Yutani Report» Стэфани Данелл Перри, рассказывающая об экспериментах компании по созданию ксеноморфов, о Чужих, оружии, космических кораблях из Вселенной Чужого. В мае 2015 года книга вышла в США. Русский перевод был выпущен в 2017 году издательством «АСТ».

### В кино
- «Weyland-Yutani» упоминается во всех фильмах про Чужого. Вся техника и оборудование во Вселенной Чужих изготовлены Weyland-Yutani Corporation, которую иногда называют просто Компания.
- Компания также косвенно упоминается в фильме «Машина смерти» британского режиссёра Стивена Норрингтона, создававшего спецэффекты «Чужих» и «Чужого 3». Режиссёр даёт имена Вейланд и Ютани двум героям фильма.
- В фильме «Буровая» (The Rig) 2010 года, в котором сотрудники буровой станции сражаются с чудовищем, буровая принадлежит компании «Weyland Drilling Group», логотип которой напоминает логотип «Weyland-Yutani»[39]
- В фильме «Смертельная гонка 2», который продюсировал Пол У. С. Андерсон, снявший «Чужой против Хищника», упоминается корпорация Weyland, которой принадлежит тюрьма Terminal Island Penitentiary[40]. Такое направление бизнеса вполне соответствует сценарию фильмов «Чужой 3» и «Чужой: Воскрешение».

### В телесериалах
- «Светлячок», «Серенити» (логотип присутствует на панели управления пушкой UA 571-D Ground Sentry[41]),
- «Ангел», «Harm’s Way (Ангел)[англ.]» (компания — один из клиентов юридической фирмы Wolfram & Hart[англ.][42][43]),
- «Красный карлик», «Psirens» (космический корабль производства «Weyland-Yutani» на свалке кораблей[43]),
- «V (Vизитёры)» (в восьмой серии первого сезона под названием «We Can’t Win» среди бизнесменов на ежегодном мировом Форуме развития в Женеве (отсылка к ВЭФ) присутствует представитель компании «Weyland-Yutani»)[44].

Примечательно, что создателем «Светлячка» и «Ангела» был Джосс Уидон, автор сценария фильма «Чужой: Воскрешение», так что упоминания компании в сериалах могут быть его авторской шуткой.

### В комиксах
В сентябре 2014 года в США вышел комикс «Прометей: Огонь и камень» (Prometheus: Fire and Stone), действие которого происходит более чем через 100 лет после экспедиции «Прометей». В комиксе корпорация «Weyland-Yutani» отправляет новую экспедицию на планету LV-223. Авторы сюжета — Келли Сью Деконник (Kelly Sue DeConnick), Пол Тобин (Paul Tobin), Крис Робертсон (Chris Roberson), Кристофер Себела (Christopher Sebela) и Джошуа Уильямсон (Joshua Williamson).

### В компьютерных играх
Weyland-Yutani Corporation фигурирует в компьютерных играх Aliens vs. Predator, Aliens: Colonial Marines и Alien: Isolation.

### В массовой культуре
- В мае 2011 года появились сообщения о компьютерном вирусе под названием «Weyland-Yutani» BOT для операционной системы Mac OS[50].
- Немецкий музыкант Руди Ратцингер использовал логотип компании для своего проекта Wumpscut.
- В книге Джима Герати[англ.] «The Weed Agency: A Comic Tale of Bureaucracy Without Limits» (2014 год) компания является клиентом консалтинговой компании Abartmak & Associates (вместе с Oceanic Airlines)[51].